# Der Kuß der Tosca
Der Kuß der Tosca (Originaltitel: Il bacio di Tosca) ist ein Dokumentarfilm des Schweizer Regisseurs Daniel Schmid aus dem Jahr 1984. Er porträtiert Bewohner des Casa di Riposo per Musicisti in Mailand, einem Altersheim für Opernsänger und Musiker, das durch Giuseppe Verdi gegründet wurde.

## Hintergrund

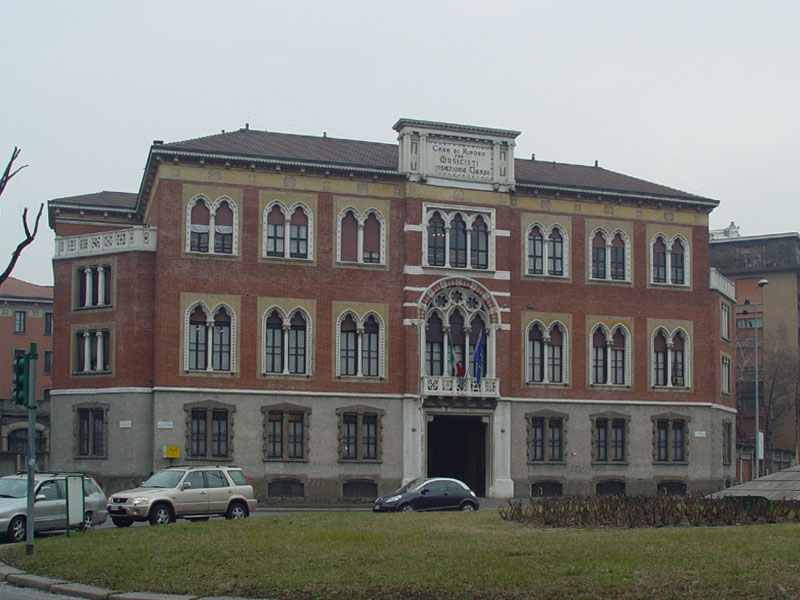
Casa di Riposo per Musicisti, 2006

Das Casa di Riposo per Musicisti, auch Casa Verdi genannt, wurde von Giuseppe Verdi als Altersheim für Opernsänger und Musiker gestiftet. Er finanzierte den 1899 fertiggestellten Bau und verfügte, dass nach seinem Tode die Tantiemen für seine Werke bis zum Ablauf der Schutzfrist der Casa Verdi zugutekämen. Das Haus wurde nach Verdis Tod am 10. Oktober 1902 eröffnet. Er und seine Frau liegen in der Gruft des Gebäudes begraben.
1984 filmte Daniel Schmid mit seinem Kameramann Renato Berta zwei Monate lang den Alltag in der Casa Verdi und ließ die Bewohner über ihr Leben erzählen. Der Film war eine Produktion von Marcel Hoehn und dem Zürcher Unternehmen T&C Film.
Der Kuß der Tosca ist nicht das erste Porträt über das Altersheim. Der Schweizer Fotograf Eric Bachmann und der deutsche Journalist Christian Kämmerling berichteten schon 1981 für ein Schweizer Magazin über die Casa Verdi.

## Kritik
- Peter Hagmann schrieb in der Neuen Zürcher Zeitung: „Es gibt wenige Filme, die von so inniger Anteilnahme zeugen wie Il Bacio di Tosca. Feinfühlig näherte sich Daniel Schmid in seinem Porträt der «Casa Verdi» den Sängerinnen und Sängern (…) Sie hatten den Filmer als einen der ihren erkannt – und tatsächlich hegte Daniel Schmid für die Oper, insbesondere den Belcanto, eine ganz besondere Zuneigung.“

## Sonstiges
Dustin Hoffman sagte, Il Bacio di Tosca sei eine unmittelbare Inspiration gewesen für seinen Film Quartet (2012).